# アーチェリー (弓術)

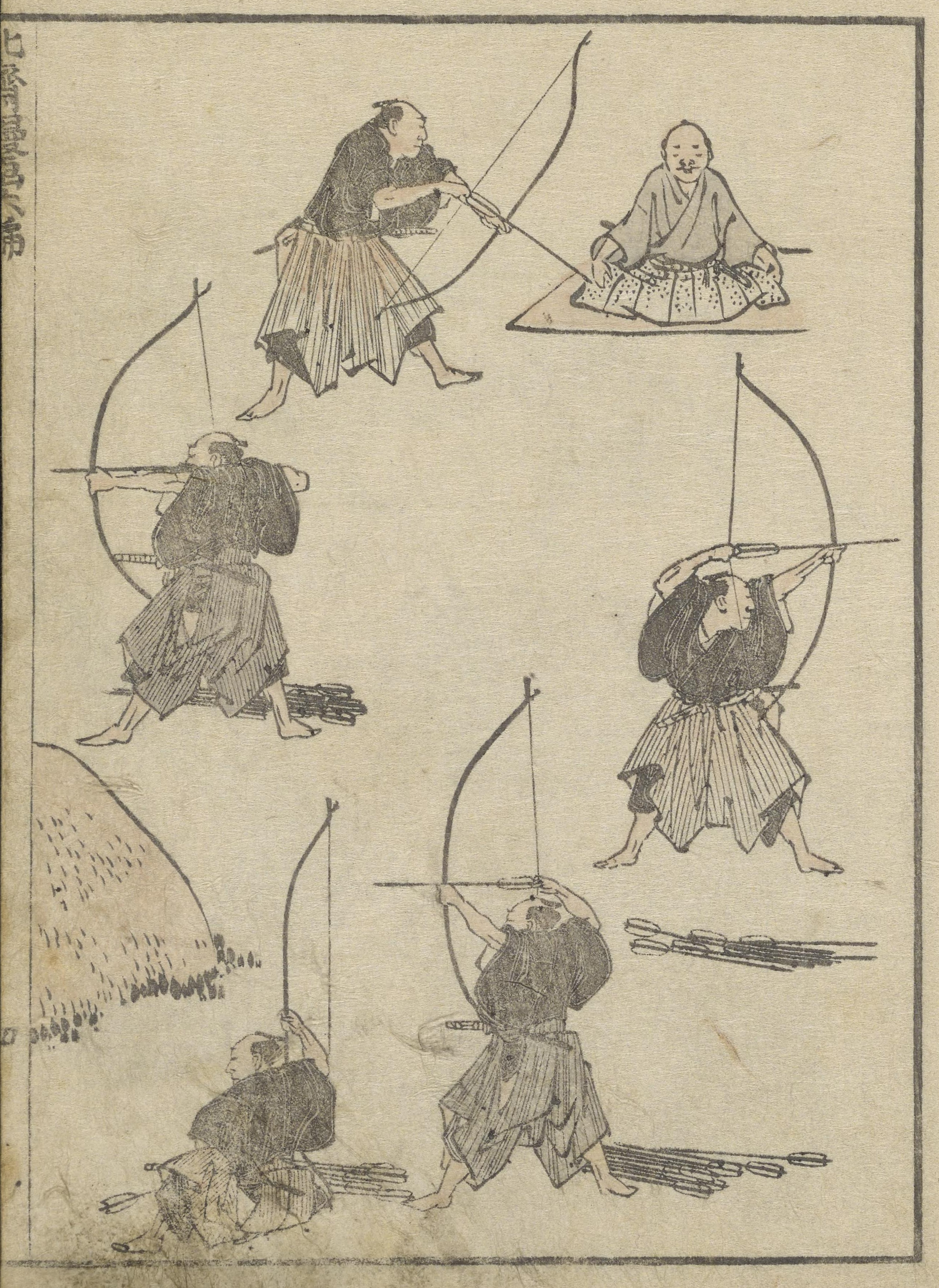
『北斎漫画』第六編 著:葛飾北斎

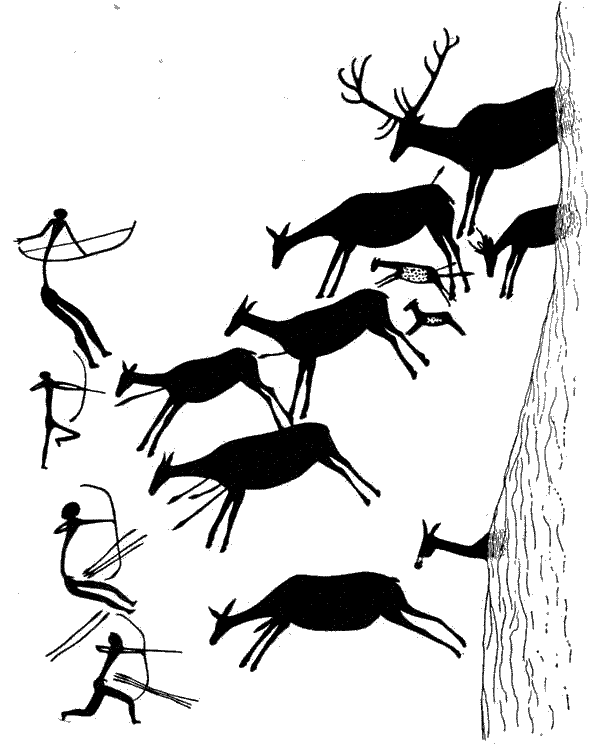
世界遺産イベリア半島の地中海沿岸の岩絵。新石器時代のディアーハンティングの様子

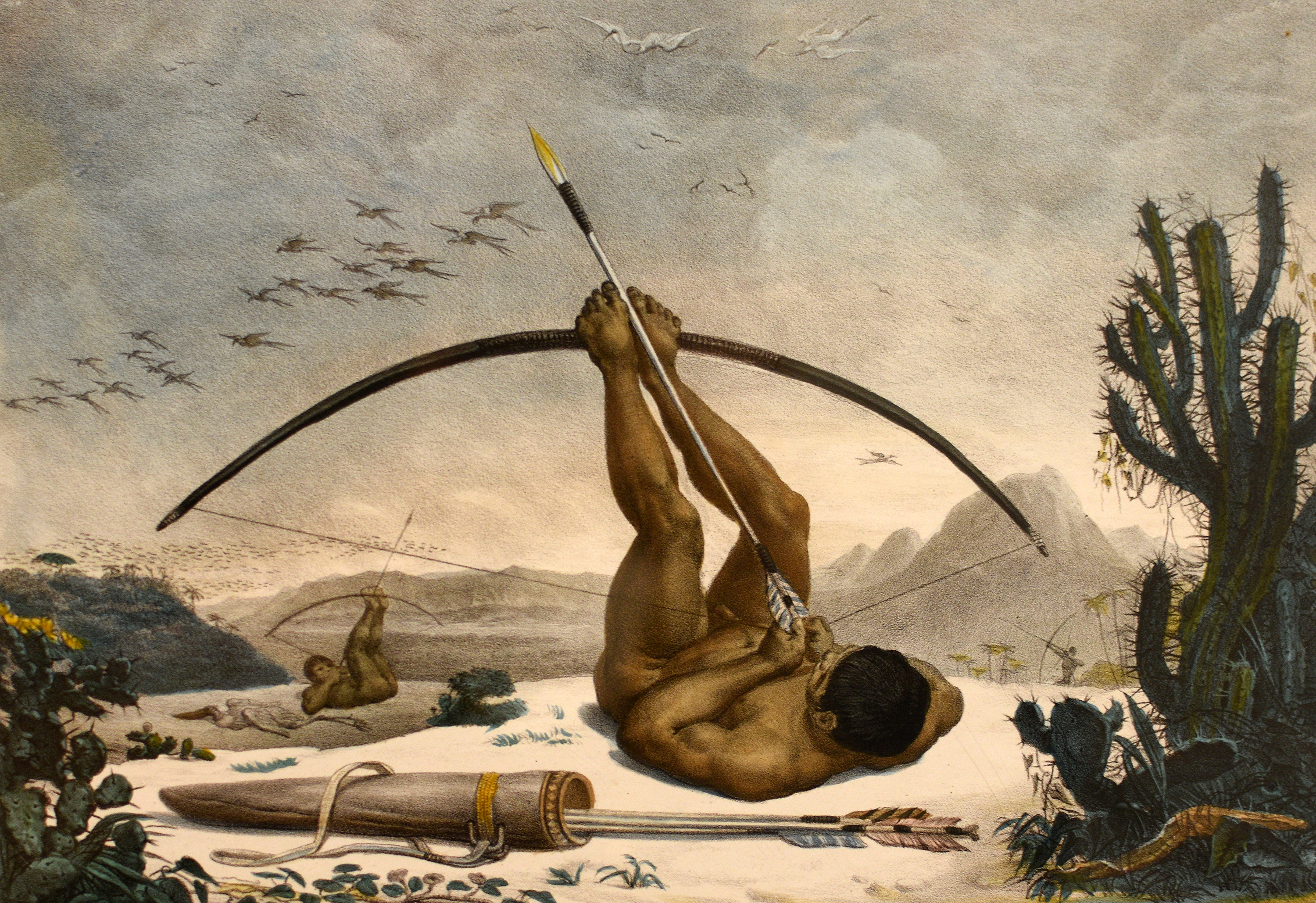
南アメリカの鳥の狩猟

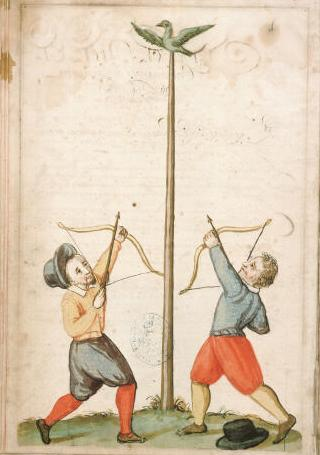
Vogelschießenと呼ばれる鳥を模した的を当てる競技の様子

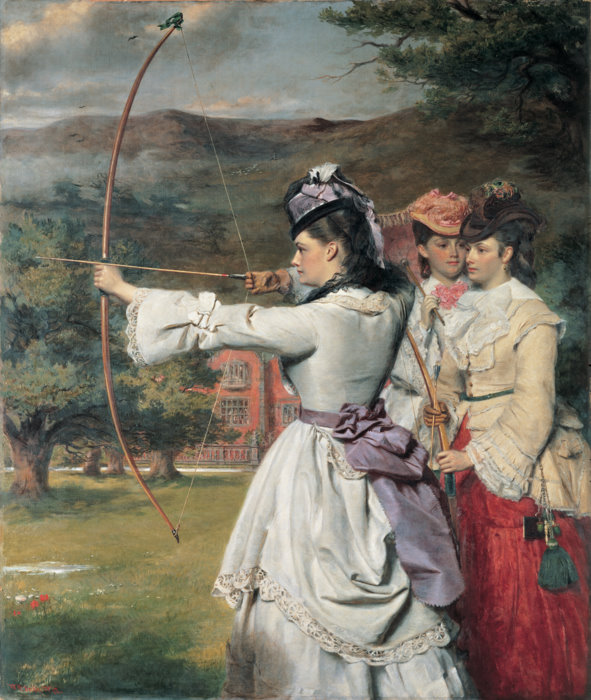
19世紀のイングランドでの女性によるアーチェリーブームを描いた『The Fair Toxophilites』

アーチェリー（英語：Archery）とは、弓を使用して矢を射る競技・技術・戦闘方法の事である。
これらの技術は、歴史的に戦争や狩猟に使用されてきたが、今日では競技としてのアーチェリーも行われている。

## 言語について
アーチェリーは、ラテン語で弓を意味する arcus を語源としている。

## 歴史
間接的な根拠から、後期旧石器時代から中石器時代ごろまでに弓矢が発明されたと考えられている。古い痕跡として南アフリカ共和国のシブドゥ洞窟から骨で作られた矢じりらしいものが見つかっている。ただ、投げ槍のように使っていた可能性もあり弓も見つかっていない為、明確に弓矢の発明の根拠とはなっていない。
ヨーロッパでの最も古い痕跡は後期旧石器時代後期（BC1万年‐BC9000年）のものとみられるドイツのハンブルクから北のStellmoor という場所で見つかった痕跡で、シャフトは松で矢じりは燧石からなり、それらには弓から射られた浅い傷が付いていた。

## 各国の弓術と使用例
- 弓術 - 日本の古式弓術について記載
- 弓道 - 弓術を近代的にしたもの
- アラブ弓術（英語版）
- 中国弓術（英語版）
- トルコ弓術（英語版）

騎射
歴史的に流鏑馬、パルティアンショットなどのように乗用獣から弓を射て移動する戦術が使用された。
- 弓騎兵
- ラクダ騎射兵（英語版）
- サジタリー（英語版） - ローマ軍の騎射ユニット

スポーツ
- ターゲットアーチェリー
- フィールドアーチェリー
- インドアアーチェリー
- 3Dアーチェリー
- スキーアーチェリー

## 射手
射手は、ボウマン（ bowman ）、アーチャー（ archer ）と呼ぶが、専門家・愛好家はトクソフィライト（ toxophilite ）と呼ばれる。トクソフィライトとは、イギリス女王エリザベス1世の語学家庭教師・教訓書家ロジャー・アスカムが1545年に執筆した本のタイトル『 Toxophilus 』から来ている。Toxophilus はギリシャ語から作られた造語で「弓の愛する者」の意であり、さらに接尾辞 ite (～の信奉者)が付いてトクソフィライトとなった。この本は、英語で書かれた初の弓術指南書で、ヘンリー8世に献上された。
16世紀以降マスケット銃が武器の主流となり、18世紀からはノスタルジックな趣味・スポーツとして英国貴族の間で流行することとなった。イギリス各地にアーチェリーの協会が設立され、厳格なルール、仮装、ディナーなどが用意された。また女性も参加するようになり、出会いの場ともなっていった。
オスマン帝国での弓の熟練者には ケマンケシュ（トルコ語：Kemankeş ） の称号が与えれた。
ギリシャ世界では、ギリシャ人の思考的に遠距離兵は王道ではなく、破傷風で苦しんで死ぬのは名誉的な死に方とは考えられず、古代ギリシアの叙事詩『イーリアス』などでは弓を使う人間を軽蔑する様子が見られる。そのため、弓を射るのは下層民のToxotaiと呼ばれた弓兵か、スキタイ人の傭兵、もしくはギリシャ時代から中世まで精鋭として名高かったクレタ島の傭兵クレタ弓兵が弓兵として活躍した。

### 訓練
先のオスマン帝国のケマンケシュや、イギリスのロングボウ兵など各国で弓を扱う兵は重用され、長い月日をかけて各国独自の訓練を行い育成された。その結果、腕の長さが左右で差が出るほどの骨格変化や、軟骨が骨になる骨棘の形成も見られた。
また、モンゴルや日本のように馬やラクダから矢を射かける騎射技術なども発達した。
日本
- 騎射三物（流鏑馬、犬追物・笠懸）

### 神話
神話や歴史上においても、射手が登場しており、重要な役割を担っていたことが示されている。以下に神話上の名手を示す。
- 天照大神 - 大暴れした弟が戻ってきた際に、追い返すため、弓矢で武装した。
- ケイローン - いて座となった。
- ヘーラクレース
- 后羿 - 太陽を打ち落とした。
- 黄帝 - 中国神話で弓矢を発明したとも伝えられる。
- アルジュナ
- ラーマ
- オリオン
- ニムロド -  狩人の英雄でありアッシリア地方の強力な王
- アーラシュ
- ハイク・ナハペト -  伝説的なアルメニアの英雄、アルメニア語に翻訳された聖書でオリオン座はハイクとも名前が付けられている。

## 弓具
弓
- リカーブボウ
- 複合弓(コンポジット・ボウ)
- ロングボウ
- 和弓

三種類の弓の弾き方例 Fig1がメディトレイニアン リリース（地中海式）Fig2がピンチ式、Fig3がモンゴルドロー

矢の名称

- コンパウンドボウ - 20世紀に発明された、てこの原理や滑車などの力学と金属やプラスチックなどの新素材を使用した弓。

矢
- 矢、毒矢、火矢、鏑矢

服
- 弓道着
  - 上衣
  - 馬乗袴、行灯袴(女袴)

弓手側
- 押手カケ
- 弓籠手（英語版）

馬手側
- ゆがけ(弽)
- フィンガータブ
- サムリング
- リリースエイド（英語版）（リリーサー、リリーストリガー）

その他
- クリッカー
- スタビライザー (アーチェリー)
- 粉入れ、ギリ粉（松脂）、筆粉（でんぷん） - 弓の滑り止め
- 箙 (弓術)（英語版）（矢筒）

## 設備
- 巻藁 (弓道)

世界アーチェリー連盟によってターゲットアーチェリーで使われる標的

- シューティングターゲット（英語版）